# Frank Terletzki
Frank Terletzki (Berlino Est, 5 agosto 1950) è un allenatore di calcio ed ex calciatore tedesco orientale, dal 1990 tedesco, di ruolo centrocampista.

## Carriera
La carriera di Frank Terletzki si svolse nel club della sua città natale, la Dinamo Berlino, in cui si formò nelle giovanili e nella squadra delle riserve a partire dal 1966. Esordì in prima squadra dopo tre anni, giocandovi fino al 1986, totalizzando 373 presenze e 91 reti e vincendo, negli ultimi otto anni della sua carriera, altrettanti titoli nazionali.
Fu convocato in nazionale dal 1975 al 1980, giocando quattro partite e segnando una rete. Il suo miglior risultato a livello di nazionale fu la medaglia d'argento ottenuta alle Olimpiadi del 1980, in cui scese in campo durante tutte le partite. Conclusa la sua carriera di calciatore, Terletzki ha allenato alcuni club tedeschi di livello non professionistico. Dal 2004 fa parte della squadra dei seniores dell'Hertha Berlino.

## Palmarès

### Club
- DDR-Oberliga: 10

Dinamo Berlino: 1978-1979, 1979-1980, 1980-1981, 1981-1982, 1982-1983, 1983-1984, 1984-1985, 1985-1986, 1986-1987

### Nazionale
- Argento olimpico: 1

Mosca 1980